# NGC 4732
NGC 4732 est une vaste galaxie elliptique relativement éloignée et  située dans la constellation de la Grande Ourse. Sa vitesse par rapport au fond diffus cosmologique est de 10 069 ± 12 km/s, ce qui correspond à une distance de Hubble de 149 ± 10 Mpc (∼486 millions d'al). NGC 4732 a été découverte par l'astronome germano-britannique William Herschel en 1789.
À ce jour, une mesure non basée sur le décalage vers le rouge (redshift) donne une distance d'environ 121,000 Mpc (∼395 millions d'al). Cette valeur est à l'extérieur des valeurs de la distance de Hubble. Notons que c'est avec la valeur moyenne des mesures indépendantes, lorsqu'elles existent, que la base de données NASA/IPAC calcule le diamètre d'une galaxie. Ici, si on utilise la distance de Hubble, qui est probablement plus près de la distance réelle de cette galaxie, on obtient un diamètre d'environ 53,2 kpc (∼174 000 al).